# Lybius bidentatus
Lybius bidentatus là một loài chim trong họ Lybiidae.